# Hans-Peter Schulzke
Hans-Peter „Hansi“ Schulzke (* 29. Oktober 1957 in Schönau im Schwarzwald) ist ein ehemaliger deutscher Fußballspieler.

## Sportlicher Werdegang
Schulzke entstammt der Jugend des TuS Schönau 1896, bei dem der Mittelfeldspieler unter anderem an der Seite von Joachim Löw spielte. Dort rückte er in den Fokus des Südbadischen Fußballverband, für dessen Nachwuchsauswahlmannschaften er auflief. Hierüber kam er zu einem Probetraining beim Bundesligisten Eintracht Braunschweig und wurde vom norddeutschen Klub verpflichtet. Dort konnte er sich jedoch nicht für die Wettkampfmannschaft unter Trainer Branko Zebec empfehlen und kam regelmäßig in der in der drittklassigen Oberliga Nord antretenden Amateurmannschaft der Löwen zum Einsatz.
1979 kehrte Schulzke nach Südbaden zurück und schloss sich dem Zweitligisten SC Freiburg an. Für die Breisgauer lief er unter Trainer Jupp Becker in seiner Debütsaison als Stammspieler in 35 der 40 Saisonspiele auf. Unter dessen Nachfolger Norbert Wagner rückte er jedoch zur folgenden Spielzeit ins zweite Glied. Erst als Horst Zick ab Ende Januar bis zum Saisonende übernahm, war er ebenso wie unter dessen Nachfolgern Lutz Hangartner, Werner Olk und Fritz Fuchs wieder Stammkraft. Dabei platzierte sich die Mannschaft regelmäßig im mittleren Tabellenbereich, einzig in der Spielzeit 1981/82 bewegte sie sich als Tabellen-15. im Bereich der Abstiegsplätze. In der Spielzeit 1984/85 bestritt er nur noch zwei Profispiele, die letzten beiden seiner insgesamt 164 Zweitligaspiele. Dabei erzielte er elf Treffer.